# Atatürkovo letiště
Atatürkovo letiště (turecky Atatürk Havalimanı, IATA: ISL, ICAO: LTBA) je mezinárodní letiště v tureckém Istanbulu. Od 6. března 2019 je otevřeno pouze pro letadla nákladní, letadla všeobecného letectví, údržbová letadla a business jety. Ještě k roku 2018 bylo největším letištěm v Turecku co do celkového počtu cestujících, obsluhovaných destinací a pohybů letadel. V roce 2019 ho plně nahradilo letiště Istanbul, které je kapacitnější a nachází se ve větší vzdálenosti od města.
Bylo otevřeno v roce 1924 a nachází se ve čtvrti Yeşilköy (dříve San Stefano) na evropské straně města asi 24 km západně od centra města. Pojmenované je od roku 1980 po Mustafu Kemalovi Atatürkovi, zakladateli Turecké republiky. V roce 2014 bylo čtvrtým nejvytíženějším evropským letištěm.

## Charakter letiště
Letiště má dva terminály, jeden je určen pro vnitrostátní lety, jeden pro lety mezinárodní. Právě ten druhý terminál patří mezi nejmodernější svého typu na světě, otevřen byl roku 2001. Terminál pro domácí dopravu pochází ze 70. let. Na síť městské dopravy je napojeno, je umožněn přestup na lehké metro, přes stanici Havalimanı, která je zároveň konečnou.
V roce 2004 prošlo branami letiště 15,6 milionu cestujících, 2/3 z nich byli cestující mezinárodních spojů. Do roku 2010 se očekává nárůst až na 30 milionů, neboť i v současné době obrat cestujících nadále roste. 24. května roku 2006 zachvátil terminál pro nákladní dopravu na požár, přihlásila se k němu kurdská militantní skupina. Turecké zdroje však uvedly, že zdrojem požáru byl obyčejný zkrat.

## Nehody a incidenty
- Ve chvíli přiblížení na přistání se 30. ledna 1975 zřítil do Marmarského moře let Turkish Airlines 345. Zahynulo všech 42 cestujících a členů posádky.[5]
- K výbuchům a ke střelbě došlo 28. června 2016, oznámeno bylo 45 mrtvých a asi 250 zraněných.[6]

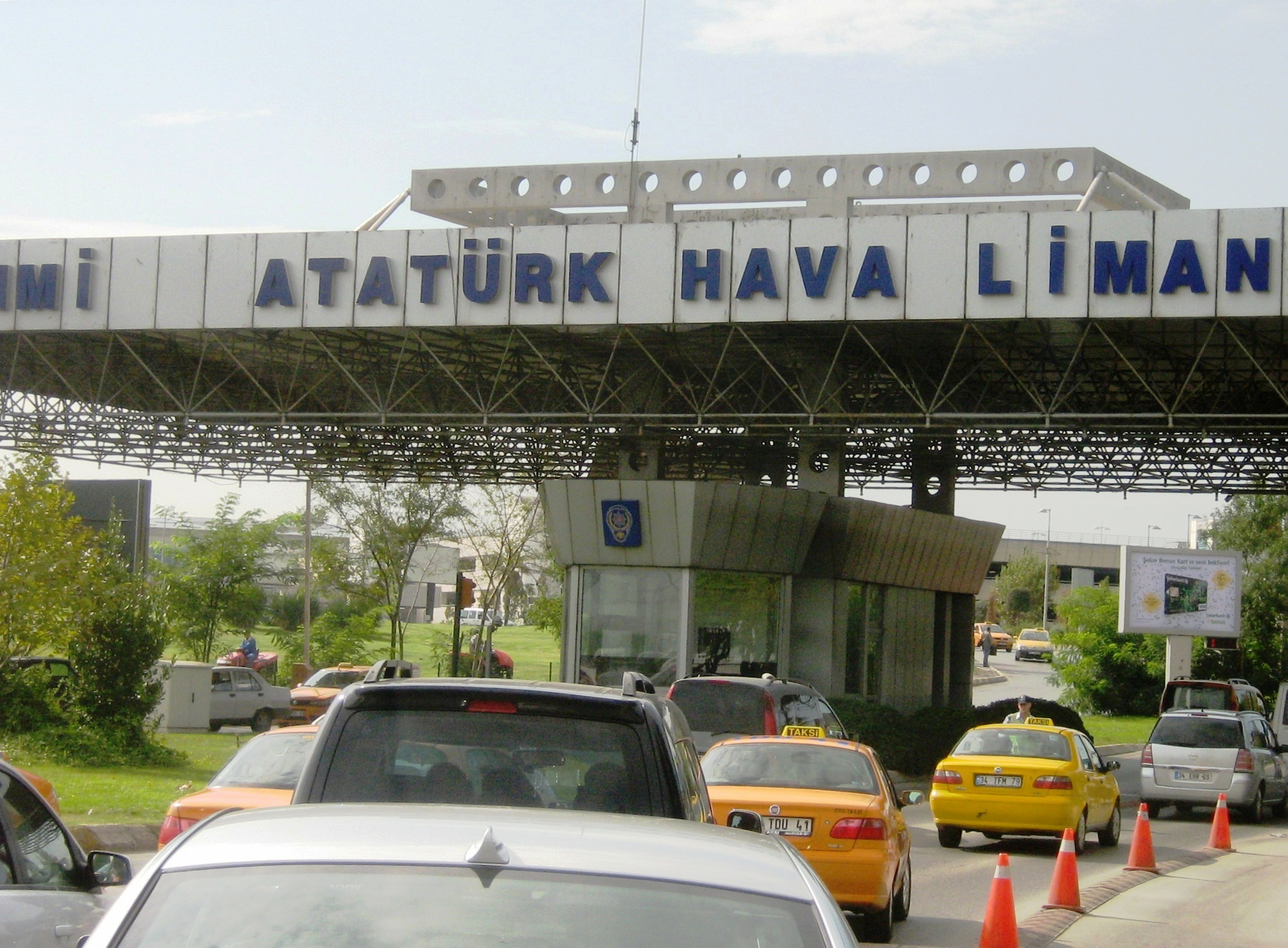
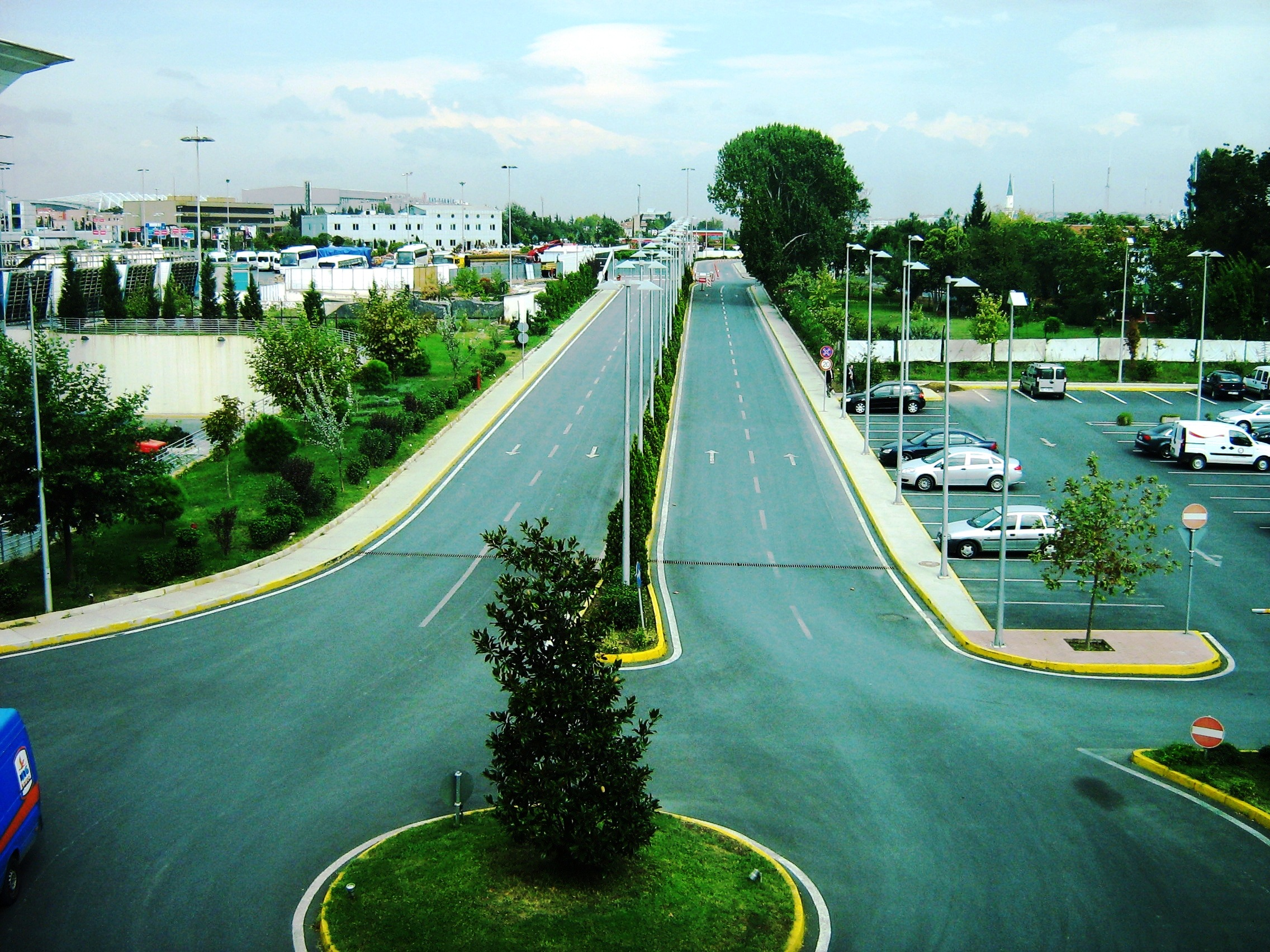
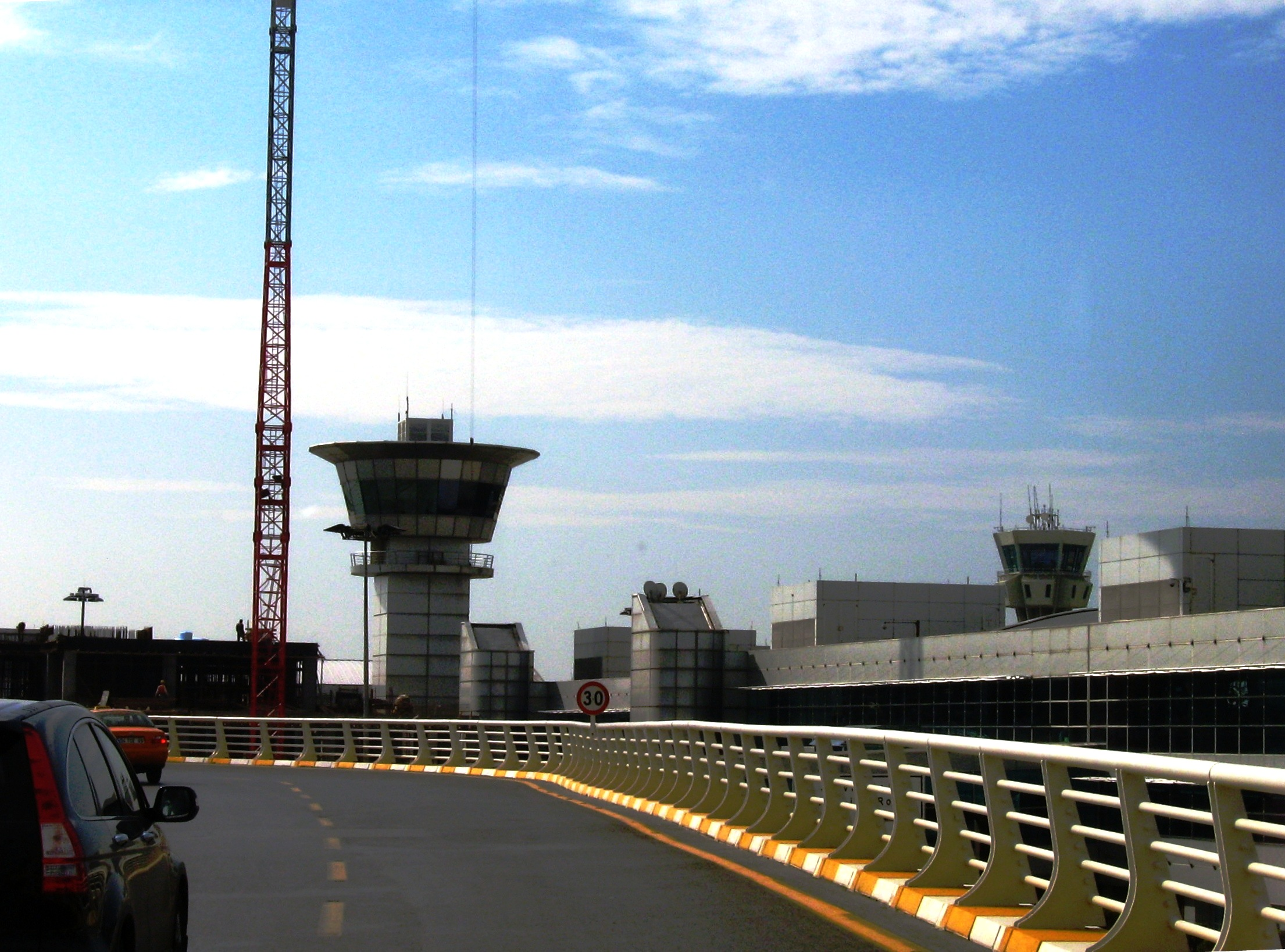
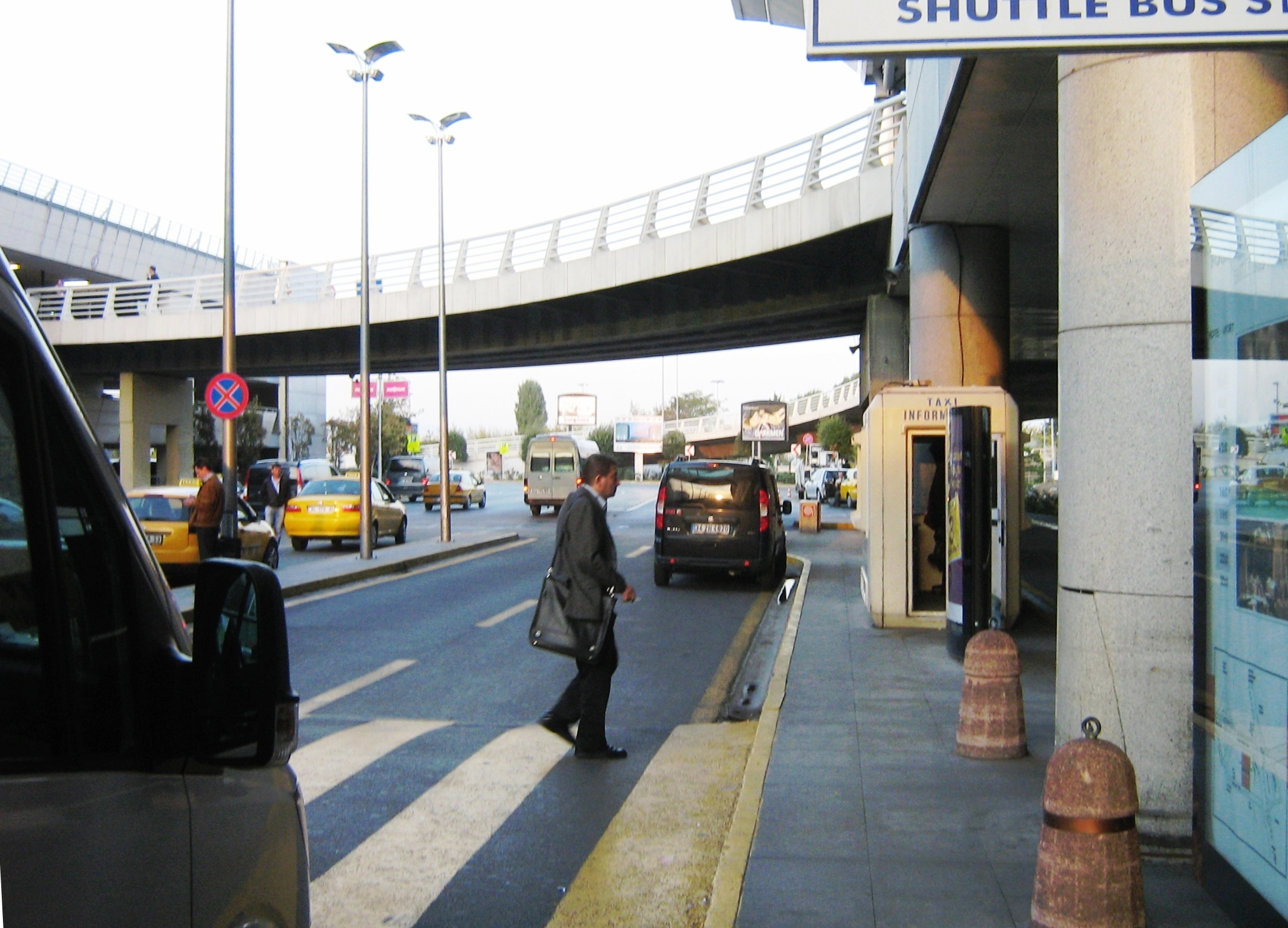